# Scelidacne
Scelidacne is een geslacht van kevers uit de familie bladkevers (Chrysomelidae).
De wetenschappelijke naam van het geslacht werd in 1998 gepubliceerd door Clark.

## Soorten
- Scelidacne andrewi Clark, 1998